# Anarchia
L'anarchia (dal greco antico: ἀναρχία?, ἀν, senza + ἀρχή, principio o origine; o ἀν, senza + ἀρχός, sovrano o potere; o ἀν, senza + ἄρχω, comandare) è la tipologia d'organizzazione sociale agognata dall'anarchismo, basata sull'ideale libertario di un ordine fondato sull'autonomia e la libertà degli individui, contrapposto a ogni forma di potere costituito, compreso quello statale. L'anarchia, come proposta da Pierre-Joseph Proudhon, è un'organizzazione sociale che rimpiazza la proprietà (un diritto esclusivo di individui, gruppi, organizzazioni e Stati) con il possesso (occupazione e uso); Proudhon rifiutò la violenza come mezzo rivoluzionario.
Nella sua accezione contemporanea, l'anarchia nasce terminologicamente con gli scritti del filosofo politico, economista e sociologo francese Pierre-Joseph Proudhon nella prima metà del XIX secolo, affondando idealmente in concetti propri del pensiero di autori quali l'umanista e politico Tommaso Moro (Utopia), gli illuministi (Condillac, il Marchese de Sade, Maréchal, in parte Rousseau e Diderot) e lo scrittore e filosofo William Godwin. Contributori allo sviluppo del pensiero anarchico, quasi contemporanei a Proudhon, furono l'inventore, musicista, scrittore statunitense e filosofo individualista Josiah Warren, l'anarchico individualista Benjamin R. Tucker, il rivoluzionario e filosofo anarchico collettivista Michail Bakunin, lo scrittore Lev Tolstoj e, limitatamente ad alcuni sviluppi sopravvenuti nel secolo successivo, anche il filosofo egoista tedesco Max Stirner e il pedagogista spagnolo Francisco Ferrer y Guardia.
Le interpretazioni che gli storici, i politici e gli stessi anarchici danno dell'anarchia sono varie e ramificate. Nel corso della storia con anarchia non si individua un'univoca forma politica da raggiungere e soprattutto non si concordano necessariamente i mezzi politici da utilizzare, spaziando dalla nonviolenza al pacifismo e all'insurrezionalismo rivoluzionario. Tutto lo spettro anarchico ha tuttavia come nucleo ideologico centrale un elemento comune: la necessità dell'annullamento dello Stato o in ogni caso delle più incombenti forme di potere costituito. Tutti gli anarchici sono cioè concordi nel considerare l'abolizione del potere condizione necessaria e obiettivo finale dell'evoluzione sociale. L'annullamento del potere dello Stato non implica l'annullamento dell'organizzazione sociale, bensì l'evoluzione verso una società non gerarchica in cui spesso viene sostenuta anche l'abolizione della proprietà privata.
Le suddette interpretazioni implicano almeno dal punto di vista fattuale una gamma di movimenti e linee di pensiero che spaziano dall'anarco-pacifismo e l'anarchismo cristiano di Lev Tolstoj, all'anarco-comunismo di Pëtr Alekseevič Kropotkin, all'insurrezionalismo di Errico Malatesta, all'anarco-individualismo fino all'illegalismo, e ai movimenti anarchici contemporanei d'ogni genere, a volte slegati dalle teorie fondamentali e dal loro sviluppo storico.
Il termine anarchia era ed è a volte impropriamente utilizzato per descrivere il caos nel primigenio significato mitologico e situazioni di disordine sociale quindi di illegalità, spesso mutuando significati propri del caos inteso nel senso fisico di disordine entropico: un termine corretto utilizzabile, per distinguere l'anarchia dalla semplice mancanza di legge, è anomia. Per evitare questa confusione tra termine politico e gergale e per sfuggire a censure venne utilizzato contemporaneamente dal 1857 il termine libertario, coniato da Joseph Déjacque e subito utilizzato largamente in Francia aggirando la censura statale. Acrazia infine è analogo termine di uso francofono meno diffuso in lingua italiana. Anarchia, libertarismo (da non confondere con libertarianismo) e acrazia diventano quindi sinonimi a partire dalla seconda metà del XIX secolo, con sfumature relative al contesto e alle epoche. Con anarchia si intende la prospettiva politica e il progetto sociale mentre con anarchismo, in modo più stringente, si intende la teoria in sé e il ramificato movimento concreto di lotta, che in gran parte si ritiene continuazione ideale dell'opera demolitrice dei vecchi ordini cominciata con la Rivoluzione francese, epurata dai relativi errori quali militarismo, nazionalismo e giacobinismo, descritti e criticati da Godwin nel saggio Giustizia politica.

## Storia

### Nel mondo antico
Anarchia, terminologicamente nasce nell'antichità greca, in accezione puramente negativa come degenerazione dello stato e come mancanza di ordine (α(ν)-αρχή). La prima menzione scritta della parola anarchia la si legge pronunciata da parte di Antigone, nella parte finale de I sette contro Tebe, (Ἑπτὰ ἐπὶ Θήβας, Heptà epì Thḗbas) di Eschilo, vicenda poi ripresa nella nota tragedia di Sofocle, e rappresentata per la prima volta ad Atene alle Grandi Dionisie del 467 a.C. dove lei testualmente recita:
Non ho vergogna di mostrare alla città questo atto di disobbedienza (οὐδ᾽ αἰσχύνομαι ἔχουσ᾽ ἄπιστον τήνδ᾽ ἀναρχίαν πόλει, versi 1035-1036)
In questo caso, Antigone esprime un sentimento di disobbedienza e ribellione individuale nei confronti dei governanti che le impediscono di seppellire il fratello, minacciandoli che se nessuno se ne assumerà l'incarico sarà lei stessa a compiere il rito funebre, anche a costo di dover seppellire gli stessi governanti e affrontando i pericoli che ne deriveranno.
In ambito di politeia, affrontando questioni riguardanti la cosa pubblica, e non di ribellione individuale al potere, sempre in senso spregiativo la ritroviamo nei classici:
(Platone, La Repubblica)
(Isocrate)
Lo storico greco Polibio la include in un disegno ricorsivo (anaciclosi) della storia dei popoli come derivazione dello stadio peggiore dell'evolvere umano causato dalla degenerazione della democrazia in oclocrazia o governo della massa. Dalla condizione di anarchia, descritta come "disordine e trionfo degli istinti brutali" la stessa natura umana avrebbe permesso che la storia continuasse il suo percorso ciclico con la rinascita di una monarchia. Nella storiografia sull'antica Roma, si utilizzerà in questo la locuzione anarchia militare come mancanza di stabilità causata da guerre civili tra il 235 e il 284.
Non mancano casi isolati di pensatori anti-sistema e che potrebbero essere definiti proto-anarchici, nel senso odierno del termine: è l'esempio di molti cinici, critici del potere e di ogni convenzione e struttura sociale autoritaria, dei quali il più celebre è Diogene di Sinope.
Tra gli altri precursori di concetti libertari e/o antipolitici vi sono Zenone di Cizio, cinico e fondatore dello stoicismo, Epicuro, Laozi (fondatore del taoismo) e il gladiatore ribelle Spartaco.
nel Periphyseon, di Giovanni Scoto Eriugena, dio è definito il solo anarchos ossia senza principio, in quanto natura che crea senza essere stata a sua volta creata, causa principale di tutte le cose da questa fatte e provenienti.
Niccolò Machiavelli nelle sue opere riprende nuovamente il concetto arbitrario di anarchia quando auspica uno stato forte che vinca l'anarchia dei feudatari, signorotti di visione limitata e familistica.
Dai concetti del giusnaturalismo e da alcune comunità cristiane radicali, sorgeranno le prime teorizzazioni anarchiche.

### Precursori moderni
L'idea moderna dell'anarchia nacque con gli scritti di Thomas More, e con alcune teorizzazioni del movimento illuminista, in particolare concetti di Jean-Jacques Rousseau (che pure non era anarchico), il prete ateo Jean Meslier e il Marchese de Sade; quest'ultimo nei suoi opuscoli politici e nel pamphlet Francesi, ancora uno sforzo se volete essere Repubblicani, contenuto nel romanzo erotico La filosofia nel boudoir, propone una società completamente anarchica fino a livelli estremi. Anche in Denis Diderot, sostenitore prima della monarchia e poi di un sistema democratico, si possono trovare, negli scritti più tardi, alcune idee avvicinabili a concetti libertari. Durante la Rivoluzione francese vi furono gruppi radicali che volevano l'abolizione dello Stato e della proprietà privata, ad esempio negli Arrabbiati, guidata dall'ex prete Jacques Roux, e, nel periodo del Direttorio, gli Eguali di François-Noël Babeuf.

### Nell'accezione moderna

La A cerchiata, uno dei simboli dell'anarchismo, molto diffuso dopo la metà del XX secolo, rappresenta la frase «Anarchia è Ordine»

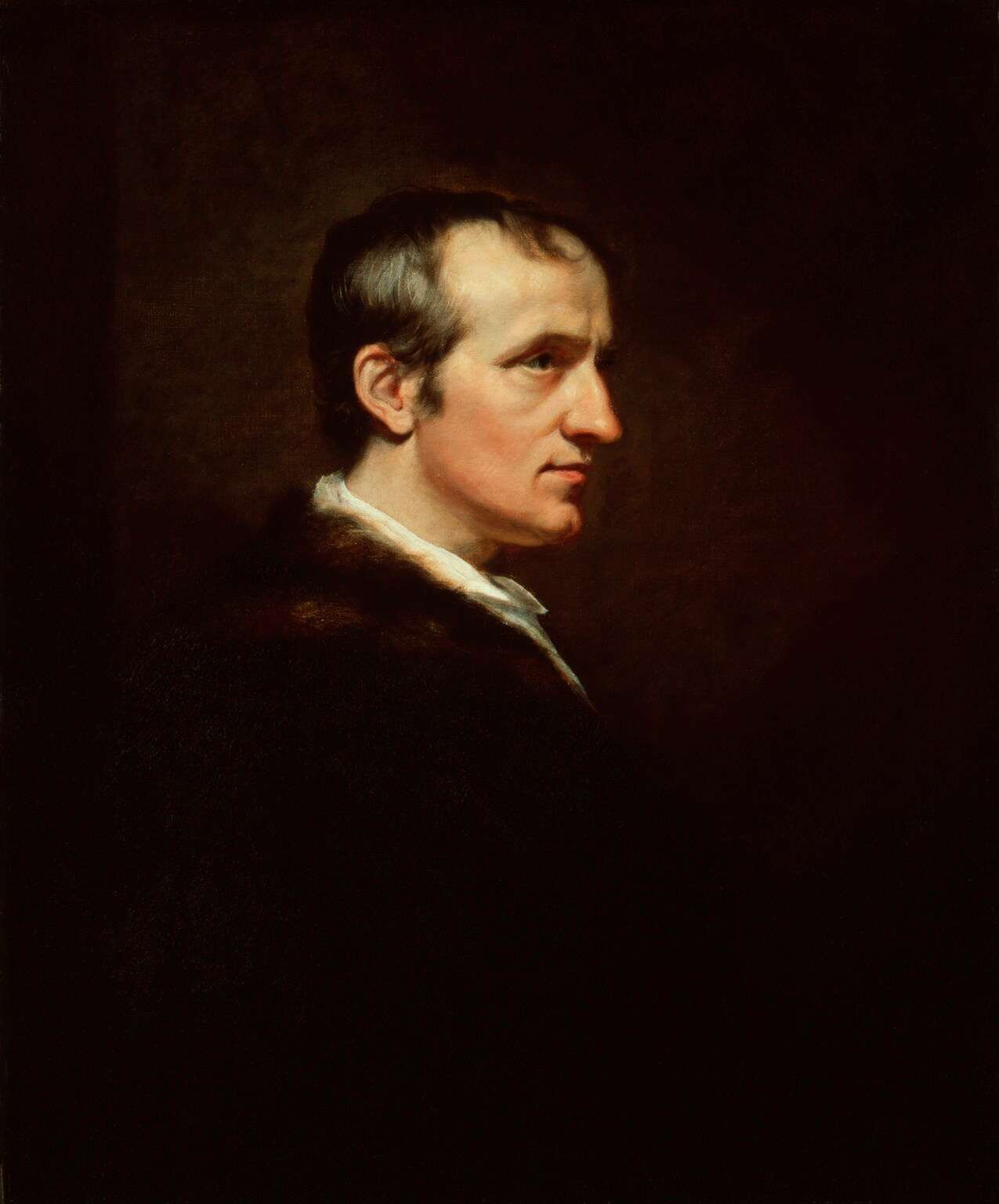
William Godwin

Come in introduzione, anarchia deriva da termine greco che si può tradurre con "senza governante" (α-(a-) significa "senza" [alfa privativa], la radice αρχή- (archè) può essere tradotta con "governo", anche se il significato specifico sarebbe "comando", "ordine", "potere").
Dall'ancestrale uso dispregiativo di caos, assenza di armonia, utilizzata in parte anche da William Godwin, oggi ritenuto il primo pensatore anarchico, si giunse, proprio da parte di Godwin ad una tale contrapposizione con il concetto di ordine governativo costituito che fu in grado di rivalutarne il significato politico.
Gli anarchici attribuiscono a questo termine il significato di un nuovo ordine antigerarchico (fondato sulla pari dignità, e perciò autentico) che si contrappone al caos burocratico dell'autorità, un tipo di società basato sull'orizzontalità, sulla reciprocità paritaria tra individui, che crea armonia. Il primo a utilizzare la parola anarchia in tal senso fu Pierre-Joseph Proudhon.

### Realizzazioni anarchiche

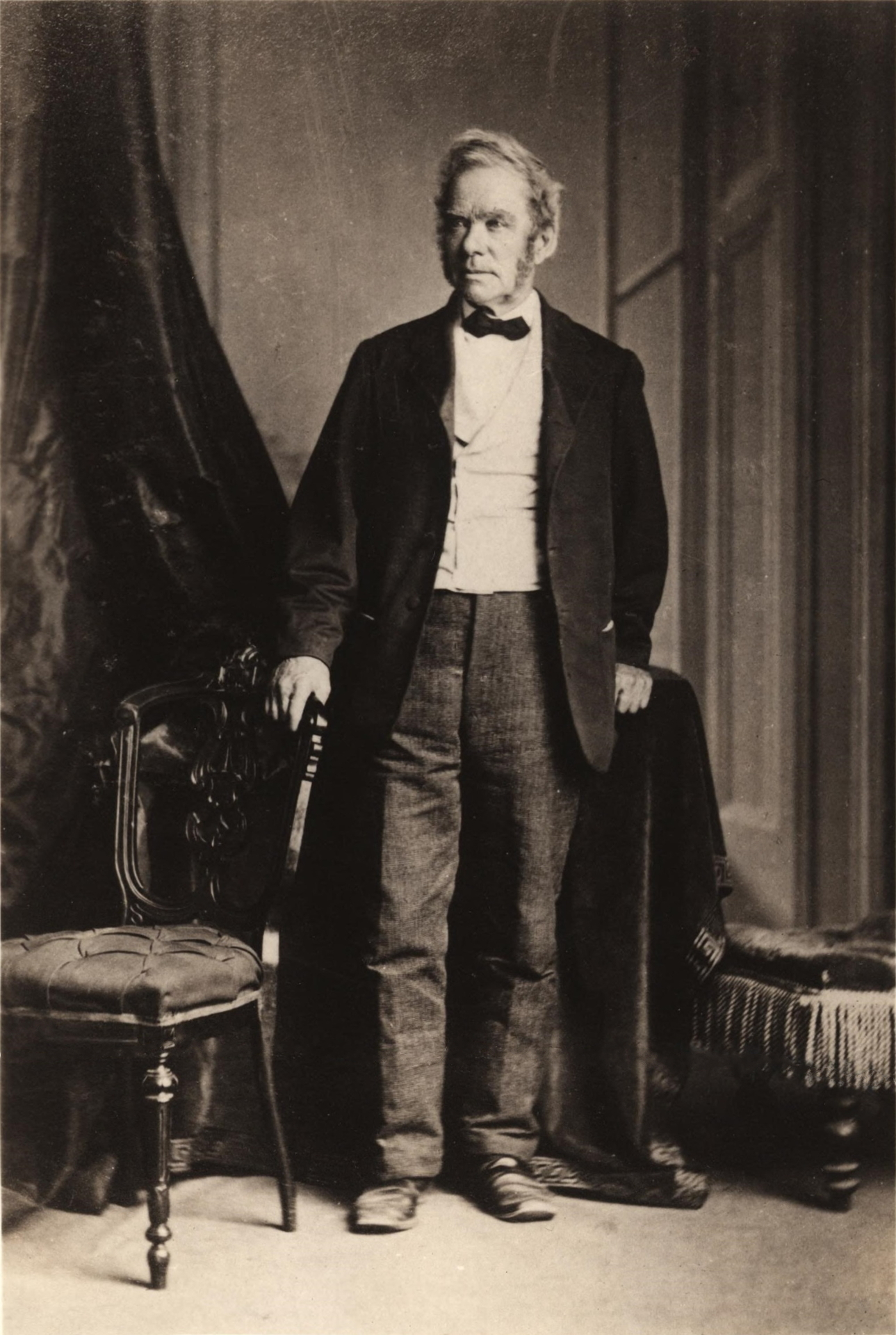
Josiah Warren, considerato il primo anarchico americano e primo realizzatore di esperimenti anarchici già dagli anni 1830

Sebbene nella storia dell'uomo siano esistite numerose e precoci realizzazioni di società e organizzazioni basate su principi anarchici, la Comune di Parigi del 1871 è stato un rappresentativo e vasto tentativo di società anarchica di risonanza globale; si ricorda il commento di Michail Bakunin, uno dei grandi pensatori storici dell'anarchia di radice socialista:
(M. Bakunin, La Commune de Paris et la notion d'État, 1871, edito 1878 col periodico anarchico Le Travailleur.)

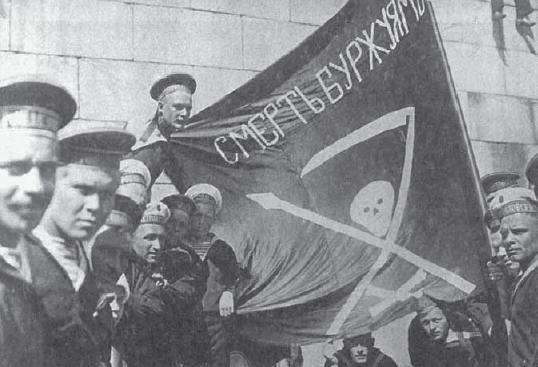
Insorti della marina imperiale zarista ad Helsinki durante la Rivoluzione russa del 1917. L'equipaggio faceva parte della nave Petropavlovsk

Alla Comune di Parigi seguì la nascita di varie associazioni anarchiche, come ad esempio, in Italia la Società Internazionale Forlivese, fondata a Forlì nel 1872. Dieci anni dopo, nel 1882, nella stessa città fu convocato un Congresso anarchico italiano.
All'inizio del XX secolo, un modello di comunità che si richiamava all'anarchismo, fu quello dei Kibbutz, sorti in Palestina ad opera del movimento sionista. Tali organizzazioni si sono via via discostate dall'anarchismo a partire dagli anni 30 dello scorso secolo.
Forte come quella della Comune, fu l'esperienza della Machnovščina o Armata nera, l'esercito insurrezionalista d'Ucraina insorta sotto la guida del generale contadino Nestor Ivanovič Machno, in seguito entrato in rotta ideologica con molti esponenti dell'anarchismo contemporanei, per il carattere rigido, derivante dall'esperienza bellica, della corrente piattaformista. Altra esperienza collettiva fu la Rivolta di Kronštadt, l'indipendenza dallo zarismo e poi la resistenza ai soviet centrali bolscevichi della città russa di Kronštadt. Entrambe queste esperienze vennero cancellate con le armi dalla normalizzazione sovietica attraverso l'utilizzo dell'Armata Rossa comandata dal generale Lev Trotsky

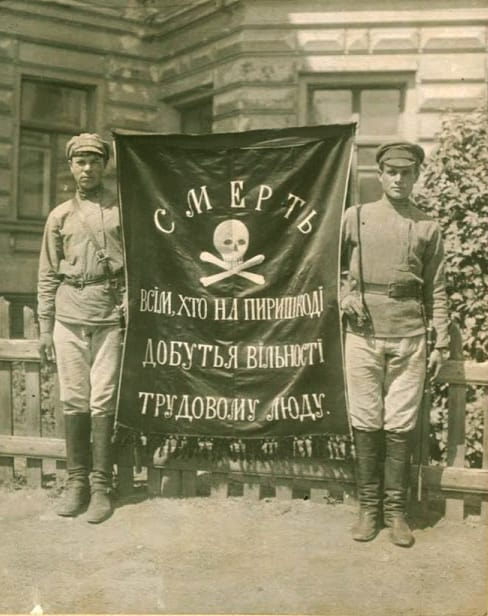
Una presunta bandiera dell'Esercito insurrezionale rivoluzionario d'Ucraina

Altre realizzazioni concrete e vaste dei principi anarchici nella società si ritrovano durante la guerra civile in Spagna, durante la quale i lavoratori, attraverso le organizzazioni anarco-sindacaliste come la Confederación Nacional del Trabajo (CNT) in Catalogna e Aragona, hanno dato prova di autogestione dei trasporti pubblici e delle aziende produttive sia industriali che agricole; attraverso le assemblee di base furono realizzate collettivizzazioni delle terre confiscate ai latifondisti e, in alcuni casi, fu addirittura abolita la proprietà privata, durante la breve esperienza della rivoluzione spagnola. Questo capitolo si chiuse a causa di una sconfitta militare, infatti oltre a combattere i nazionalisti di Francisco Franco (appoggiato dall'Italia fascista e dalla Germania nazista), gli anarchici dovettero guardarsi anche dagli stalinisti, con cui ebbero a Barcellona scontri a cui seguì la repressione congiunta di comunisti e liberali dello schieramento antifranchista contro l'esperienza catalana. Questi eventi sono descritti magistralmente dallo scrittore britannico George Orwell, testimone oculare in quanto combattente, nel suo "Omaggio alla Catalogna".
Negli Stati Uniti, nel passato il movimento anarchico è stato spesso associato all'individualismo del filosofo e letterato Henry David Thoreau e al suo esperimento-libro Walden, ovvero La vita nei boschi; anche Ralph Waldo Emerson è stato spesso associato agli anarchici "creatori". Nel mondo contemporaneo, Noam Chomsky, noto accademico del MIT, filosofo e teorico della comunicazione, appare come uno dei propugnatori e divulgatori più noti del pensiero socialista libertario attuale.
Una gamma di rinnovati anarchismi emerse da una rete di movimenti socialisti europei nel campo più ampio del libertarismo dei movimenti sociali degli anni 1960 e '70 del novecento che si concentravano su singoli temi, ma non necessariamente di ben definita appartenenza politica (femminismo, movimento ecologista, il movimento antinucleare, il movimento studentesco). Così nacquero nuovi tipi di anarchismo come l'anarchismo verde (l'ecologia sociale, il primitivismo), e l'anarco-femminismo, i movimenti indipendenti e single-issue degli anni '60 e '70 in gran parte votati a tali nuove tendenze anarchiche e non connessi con l'anarchismo classico o col movimento operaio, come l'anarco-insurrezionalismo, e il più ampio quadro delle azioni immediate, le espropriazioni di edifici abbandonati e l'enfasi sul consenso di piazza.

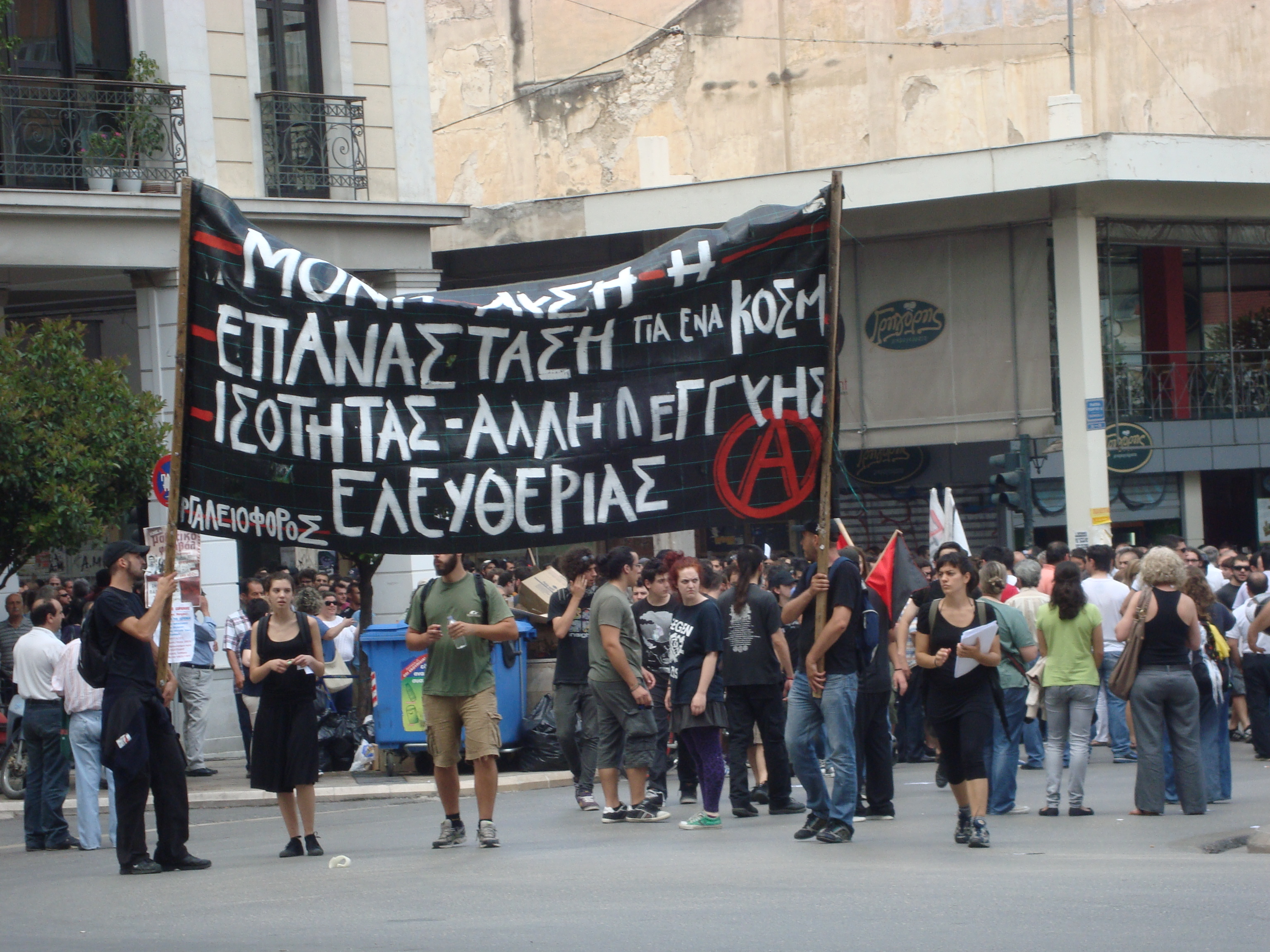
Striscione anarchico in Grecia, manifestazioni a Patrasso, 2011

Woodcock, nel suo testo sull'anarchia, ha scritto che come l'anarchismo storico era stato forte nei paesi, eccetto che in Francia, all'epoca tecnologicamente e socialmente arretrati come Spagna, Italia e Ucraina, l'anarchismo contemporaneo si è sviluppato in paesi più tecnologicamente avanzati, dove alcuni giovani si indignano contro uno Stato che, a loro parere, maschera e nasconde la sua associazione con il capitalismo corporativo multinazionale.
Nella seconda metà del XX secolo, su principi anarchici o proto-anarchici, si realizzeranno numerose comunità utopiche a diversi livelli di indipendenza e organizzazione. Già agli inizi del secolo, in Europa sorgono comunità basate su principi radicalmente libertari, e negli anni 1920 troviamo la comunità anarchica di Whiteway, vicino a Stroud nel Gloucestershire. La cooperativa Longo Maï, agricola e anticapitalista, fondata nel 1973, a Limans (Alpes-de-Haute-Provence), in Francia è un altro esempio. La cultura Hippy, in particolare dagli anni 1960 e '70, su pulsioni libertarie, in parte riferite a visioni anarchiche della società, contribuirà a costituire nuove comunità autogestite, come la città libera di Christiania, a Copenaghen, a statuto parzialmente riconosciuto dalla Danimarca.
Negli anni 1980 si è segnalata, specie in Kenya, la creazione di una corrente di pensiero africana nel solco dell'esperienza utopica-idealista. Tale corrente di pensiero ha trovato espressione nelle dichiarazioni di Chen Khran Mboto, un meticcio che ha unito in una sintesi di tipo animista e moderata l'ispirazione di tipo orientale con il realismo africano. Il suo movimento non ha avuto seguito dopo la sua scomparsa nel 1992.
Il fenomeno dello squatting strutturato e politicizzato, i centri sociali autogestiti, e altri simili, si inseriscono ugualmente nella realizzazione, per lo meno puntuale, di strutture sociali a tendenza anarchica.
Il Paese europeo, nel XXI secolo, in cui l'influenza politica dell'anarchismo fra la popolazione e i giovani è più diffusa è la Grecia, in cui gli anarchici sono stati in prima fila nelle insurrezioni popolari scoppiate in tutto il paese nel dicembre 2008, nel maggio 2010, nel 2012.
Anche in Spagna le influenze politiche anarchiche sono rilevanti, storicamente connesse con il periodo relativo alla guerra civile e al contrasto al franchismo.

## Pensiero
Il principio fondamentale che sta alla base del pensiero anarchico si fonda su un ideale di libertà estrema che precluda qualsiasi forma di governo, principio condensato da alcune affermazioni fatte fin dalle origini politiche dell'anarchismo, da Pierre-Joseph Proudhon:
- «Tutti i partiti senza eccezione, nella misura in cui si propongono la conquista del potere, sono varietà dell'assolutismo»
- «Il governo sull'uomo da parte dell'uomo è la schiavitù»
- «Chiunque mi metta le mani addosso per governarmi è un usurpatore ed un tiranno: io lo proclamo mio nemico»

Secondo gli anarchici lo Stato, struttura centralizzata di oppressione e coercizione così come ogni altra gerarchia e forma di autorità, è inutile e anche dannoso. Gli anarchici propongono l'abolizione di tutti i rapporti sociali autoritari e la creazione di una società libera, l'anarchia, fondata sull'assenza di gerarchie, sull'associazione alle organizzazioni popolari, sull'auto-organizzazione dal basso del popolo, quindi l'autogoverno decentralizzato, e sull'autogestione delle risorse e dell'economia (socialismo e anarcosindacalismo).
La parte conclusiva del Programma Anarchico sintetizza gli intenti degli anarchici e l'Anarchia, ovvero la società che essi intendono creare sulla base dell'anarchismo:
E per raggiungere questo scopo supremo noi crediamo necessario che i mezzi di produzione siano a disposizione di tutti, e che nessun uomo, o gruppo di uomini possa obbligare gli altri a sottostare alla sua volontà né esercitare la sua influenza altrimenti che con la forza della ragione e dell'esempio.
Dunque, espropriazione dei detentori del suolo e del capitale a vantaggio di tutti, abolizione del governo. Ed aspettando che questo si possa fare: propaganda dell'ideale; organizzazione delle forze popolari; lotta continua, pacifica o violenta secondo le circostanze, contro il governo e contro i proprietari per conquistare quanto più si può di libertà e di benessere per tutti.»
(Errico Malatesta, sezione conclusiva de Il Programma Anarchico, 1919))

## Idea
(Pierre-Joseph Proudhon, Le confessioni di un rivoluzionario, per servire la storia della Rivoluzione di Febbraio)

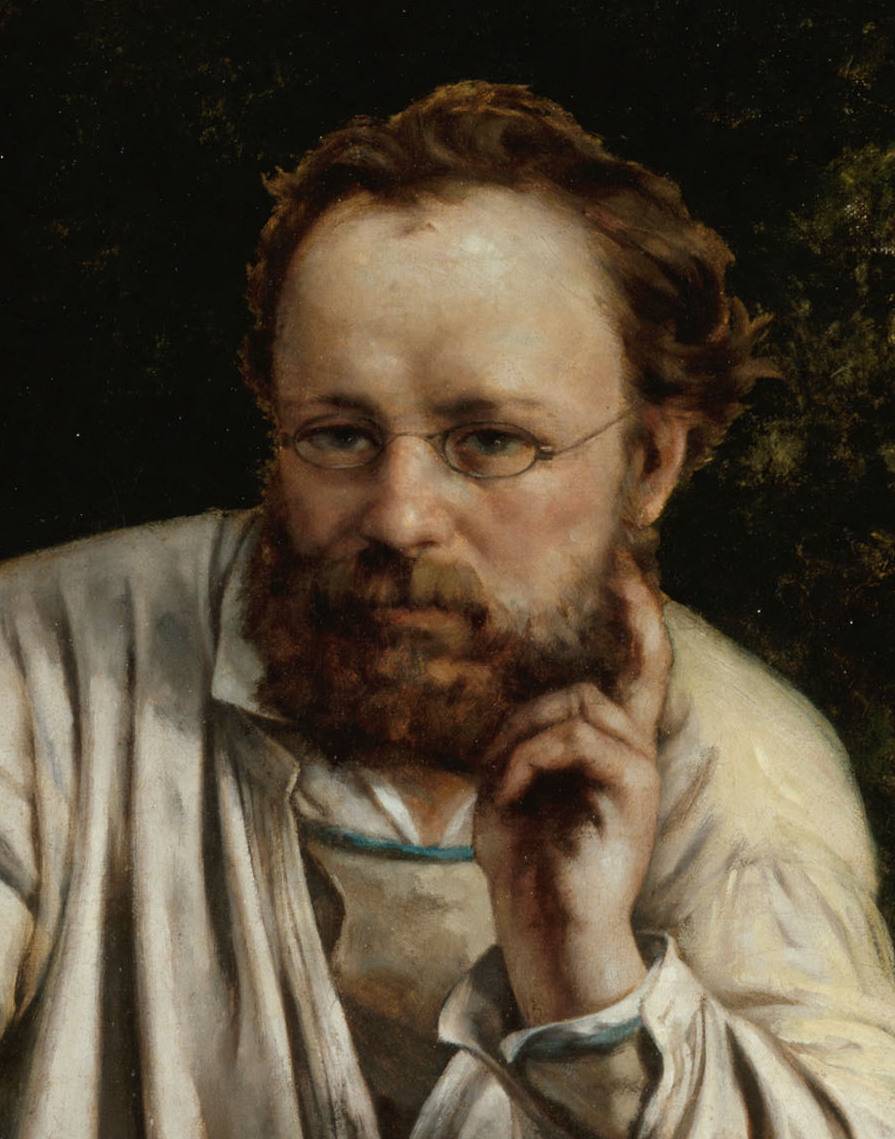
Pierre Joseph Proudhon

L'idea di anarchia prevede, a livello sociale, che individui e collettività scelgano per relazionarsi fra loro un insieme di rapporti non-gerarchici e non-autoritari.
Anarchia è anche la ricerca e sperimentazione di una organizzazione sociale orizzontale.
Una società anarchica è una società che vuole basarsi sul libero accordo, sulla solidarietà, sulle libere associazioni, sulle unioni, sul rispetto per la singola individualità che non volesse farne parte, secondo il principio che le decisioni valgono solo per chi le accetta.
In una società anarchica si rifiutano quindi leggi, comandi, imposizioni, principi fondati sul volere della maggioranza, rappresentanze, discriminazioni, guerre come metodo per risolvere contrasti, realizzando la gestione ed il superamento dei conflitti attraverso chiarimenti ed accordi tra i diretti interessati.
È importante, in quanto contrario al pregiudizio diffuso, notare che nessuna teoria anarchica ha mai teorizzato l'assenza di regole e di interazioni sociali, in quanto l'anarchismo non lascia nulla al caso-caos, ma propone un nuovo modo di concepire la società, costruito intorno a norme e/o principi etici egualitari, condivisi e non imposti dall'alto.
Gli anarchici vogliono perciò l'abolizione dello Stato, che dev'essere sostituito dalle organizzazioni e dalle associazioni popolari; anche il potere economico è consegnato nelle mani del popolo, che controlla i mezzi di produzione (quasi tutte le correnti anarchiche, infatti, si dicono socialiste).
Secondo gli anarchici, i problemi sociali come il crimine, l'ignoranza e l'apatia delle masse sono un prodotto della stessa società autoritaria: secondo gli anarchici, mantenere gli individui perennemente sotto un'autorità superiore fa sì che questi non siano più capaci di comportarsi autonomamente, senza un capo che gli comandi cosa fare; inoltre qualsiasi capo cercherà sempre di mantenere il proprio potere, e quindi cercherà il più possibile di rendere i sottoposti non autonomi, e di creare bisogni negli stessi sottoposti (come la necessità di protezione dal crimine); secondo la prospettiva libertaria quindi lo Stato non ha alcun reale interesse a risolvere i problemi sociali, perché altrimenti verrebbe meno il bisogno del potere.
Mentre il liberalismo, ideologia alla base del pensiero democratico, propone la difesa del diritto individuale di parola, religione ecc, l'anarchismo sprona l'individuo anche a liberarsi di quelle particolari forme sociali che, secondo una visione anarchica, impediscono l'espressione libera della personalità dell'individuo, per esempio i rapporti sociali capitalistici e la religione; riguardo a quest'ultima, mentre la teoria ufficiale e la maggioranza degli anarchici si proclamano atei, vedendo la religione come "l'oppio dei popoli" marxista, di fatto già con Camillo Berneri si introduce un antidogmatismo che permette all'individuo, che deve essere libero in tutti gli aspetti, di professare individualmente una religione, se di sua scelta e non imposta dall'infanzia; tutti gli anarchici, però sono per l'abolizione delle organizzazioni clericali di ogni tipo, basate non sulla libera predisposizione e scelta razionale ma sull'indottrinamento.

## Personaggi e fasi

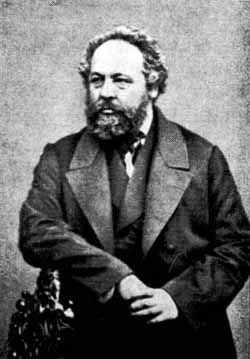
Michail Bakunin

Secondo Bakunin, il movimento anarchico è caratterizzato da due tipi di esponenti:
- Distruttori: sono coloro che, mediante la ribellione (sia di tipo politico sia di tipo rivoluzionario) distruggono l'autorità costituita e l'ordine vigente di sfruttamento dell'uomo sull'uomo.
- Creatori: sono coloro che, sulle macerie del vecchio mondo si dimostrano in grado di apportare benefici al nuovo, diffondendo l'idea anarchica e favorendo la sua instaurazione.

Sempre secondo Bakunin l'instaurazione dell'anarchia avviene attraverso due fasi:
Verwirrung (confusione): fase distruttrice, caotica con cui minare le fondamenta del potere e dell'autorità costituita. Molti identificano l'anarchia con questa sola fase, ma questa non è ancora anarchia, questo è caos.
Questa fase potrebbe manifestarsi per altre cause e per mano di altri gruppi politici, senza l'intervento di associazioni anarchiche, anche se, in questo caso, sarebbe molto più difficile passare alla seconda fase.
Ordnung (ordine): fase in cui le persone si rendono conto della loro capacità di autogovernarsi e vivere in armonia, mediante aiuti reciproci, al di fuori di dinamiche autoritarie e gerarchiche. Alcune persone credono oggi che sia possibile arrivare ad una società anarchica senza passare dalla fase caotica, ma mediante riforme sociali graduali, che puntino ad incrementare il potere individuale, annullando il controllo statale. Altri ancora creano gruppi anarchici che conducono vita comune fungendo da esempio sull'alternativa possibile e si potrebbe anche sviluppare mediante la semplice disobbedienza civile di un singolo individuo.

## Economia, possesso e risorse
Sono varie le interpretazioni che gli anarchici danno al possesso e alla proprietà. Fin dalla nascita dei prodromi del movimento, e qui si intende William Godwin e successivi, prima quindi della formalizzazione di Proudhon di anarchia, si legge in Enquiry concerning political justice, del 1793 l'auspicio relativo alla dissoluzione del concetto di proprietà e quindi, disuguaglianza. In seguito con la famosa affermazione «La proprietà è furto» in Che cos'è la proprietà del 1840, lo stesso Proudhon chiarirà l'approccio anarchico.
In realtà l'analisi va molto più articolata; come in tutte le dottrine di impronta egualitaria, patrimonio comune ideologico è la dissoluzione del concetto di proprietà dei mezzi di produzione, non necessariamente della proprietà privata stessa, intesa in senso individuale. Quando infatti disse "la proprietà è un furto", si riferiva ai possidenti terrieri e ai capitalisti i cui proventi considerava come furti nei confronti dei lavoratori. Per Proudhon il lavoratore di un capitalista è "subordinato, sfruttato: la sua condizione permanente è di obbedienza". Nell'affermare che "la proprietà è libertà", si riferiva invece non solo al prodotto del lavoro individuale, ma anche a quello di contadini e artigiani che ricavano beni dalla vendita dei propri servizi e del proprio surplus. Per Proudhon l'unica e legittima fonte di proprietà è il lavoro. Quello che chiunque può produrre è di sua proprietà: invocava l'indipendenza dei lavoratori e condannava la proprietà capitalistica dei mezzi di produzione.
In generale tutti gli anarchici, compresi quelli di impronta individualista americana, come quelli riferentesi a Benjamin Tucker che in un'accezione lievemente differente da quella all'epoca egemone si definiva socialista, si dicono in qualche modo socialisti, volendo cioè che i mezzi di produzione siano (collettivamente o no) di proprietà dei lavoratori. All'interno dell'anarchismo ci sono varie correnti di pensiero sull'economia: si va dall'anarco-comunismo di Petr Kropotkin e Errico Malatesta al mutualismo di Proudhon; a differenza del comunismo libertario, il mutualismo non prevede alcuna collettivizzazione, ed il mantenimento dell'importanza del mercato e della competizione (è chiamato anche "socialismo di mercato").
Tendenze che identificano l'anarchia con il libero mercato e difendono la proprietà privata, intesa di mezzi e risorse collettive, note come anarco-capitalismo, libertarianismo, e tendenze ad esse affini, nonostante i prefissi anarco- si riferiscano a dottrine di tipo liberale, non libertarie e anarchiche, riferendosi quindi al termine anarchia inteso come l'accezione d'assenza di regole. Dei concetti propri dell'anarchia come concezione politica vengono in realtà presi in prestito concetti riconducibili all'egoismo inteso appunto in senso politico.

## Conflitto e accordo
Non vi saranno presumibilmente solo situazioni di pace e ci saranno ancora conflitti tra gli esseri umani, ma le contrapposizioni saranno qualitativamente differenti da quelle attuali. In una società anarchica la giustizia non può essere prerogativa di un'istituzione, ma è nel percorso di accordo, generale o singolare, collettivo o individuale, fra le persone.
Il dissenso e il conflitto sono riconosciuti come normali ed umani; anarchico è il cercare di accordarsi.
Più recentemente, l'anarchia è stata vista da alcuni come caratterizzata (in virtù dell'assenza di un monopolio della forza) da rapporti di forza più equi tra gli individui, condizione che implicitamente scoraggerebbe il ricorso al conflitto, poiché quest'ultimo solitamente appare utile solo a coloro che sono abbastanza sicuri di un esito favorevole. Si pensa che, nella maggior parte dei casi, i conflitti verrebbero sostituiti da trattative con esiti piuttosto equilibrati tra le parti in causa. In generale, gli esiti di ogni contenzioso verrebbero influenzati soprattutto dall'intensità delle pretese delle parti in causa.
Ad ogni modo, specie secondo gli anarchici del ramo liberale, la gestione dei conflitti potrebbe essere delegata a veri e propri "professionisti" reperibili sul mercato con la funzione di rappresentare gli interessi dei propri clienti e cercare un accordo con la controparte. A tale funzione potrebbero ad esempio contribuire anche le "agenzie di protezione", ovvero, nella concezione anarco-liberista, organismi che in assenza di un monopolio statale della forza sarebbero reperibili sul mercato per garantire la protezione e la sicurezza dei propri clienti. Ogni agenzia di protezione dovrebbe accordarsi con le altre per designare degli organismi terzi (arbitrati) a cui ricorrere per decidere sulle controversie che potrebbero eventualmente verificarsi tra clienti di diverse agenzie.

## Persone concrete contro istituzioni assolute

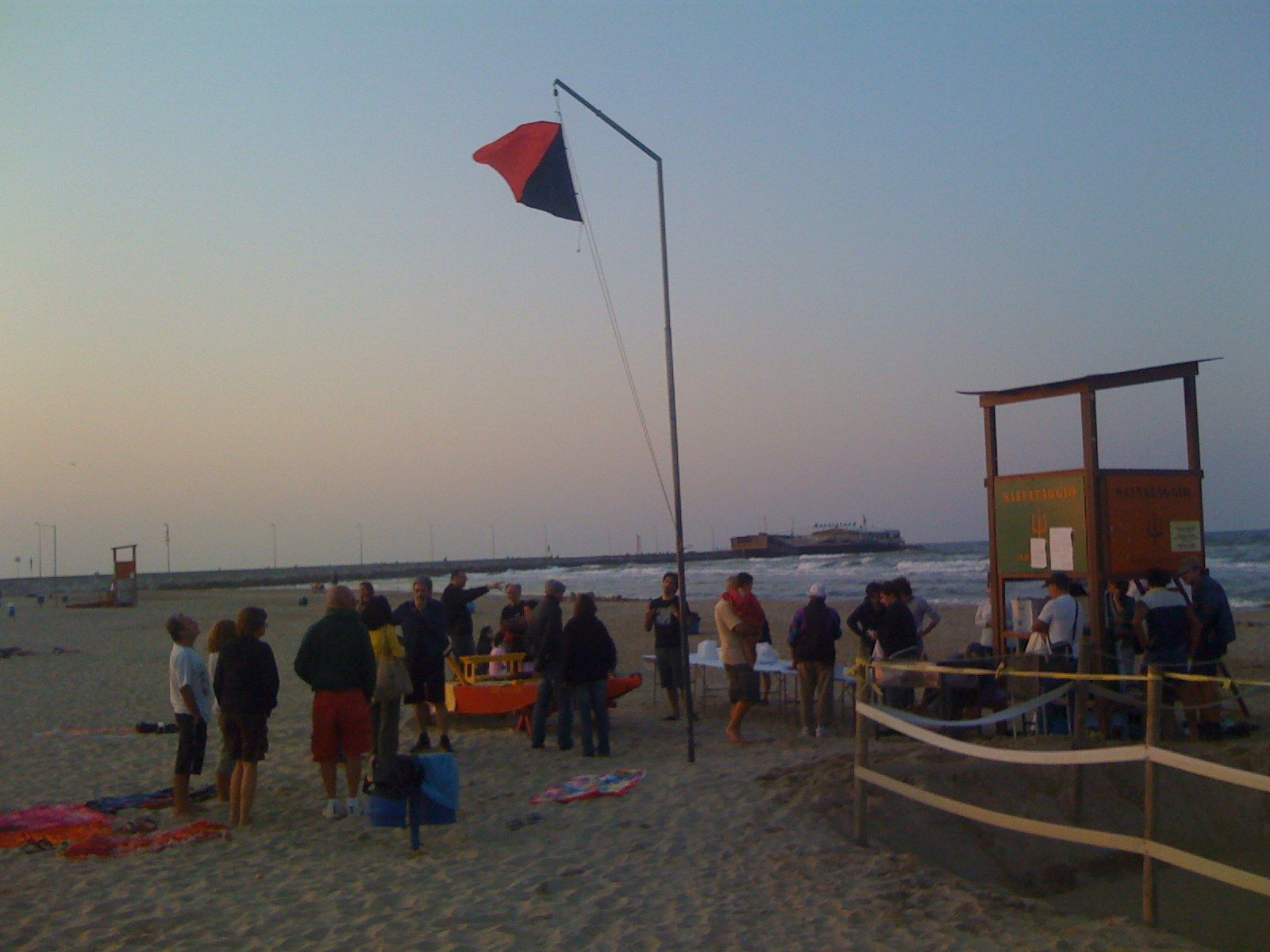
La bandiera rosso-nera dell’anarchismo sociale sulla spiaggia di Rimini (2009)

L'idea di una società anarchica fa quindi ripensare la stessa socialità umana, ovvero il rapporto fra persone, e quindi mostra che è artificiosa la distinzione fra persona e società. Una società anarchica è fondata sulla persona concreta e sulla sua capacità di creare forme sociali; si evita quindi di stabilire con un processo di astrazione dei valori morali assoluti e di creare strutture funzionali ad essi anche a discapito delle persone.
Secondo il pensiero anarchico le necessità di pace, giustizia e benessere non possono quindi giustificare strutture di potere pubbliche quali Stato, Chiesa e esercito. Più nel privato, vanno ripensati anche famiglia, scuola, e lavoro come sono comunemente intesi.
L'idea di ciò che è buono e desiderabile è infatti soggettiva, multiforme, mutevole, e non si può rappresentare come sovrumana, né si deve adorare in quanto entità astratta, e tanto meno in forma coercitiva.
La società voluta dagli anarchici rifiuta che dei valori umani vengano mitizzati e considerati come superiori a uomini e donne concreti.

## Organizzazione e potere
In una società anarchica, si distingue nettamente l'organizzazione da potere, autorità e gerarchia.
Partendo dal fatto che potere, autorità e gerarchia danno una libertà e una giustizia illusorie, perché sono fondati proprio sul contrario della libertà e proprio sul contrario della giustizia, in una società anarchica si segue il filo d'Arianna dell'antiautoritarismo verso ipotesi organizzative di vita in comune, che permettano una sempre maggiore realizzazione delle potenzialità individuali e collettive.
L'organizzazione antiautoritaria si ottiene con un radicale decentramento federalista privo di gerarchie, nell'autogestione della comunità in tutte le sue articolazioni politiche ed economiche. Le decisioni vengono quindi prese con modalità assembleari, normalmente con criteri maggioritari e meno spesso per ragioni dovute all'eterogeneità delle idee, all'unanimità. C'è una democrazia diretta integrata in articolazioni federali e confederali, intese in senso forte, proprie ad uno spazio politico estremamente decentrato, in cui i delegati delle strutture sociali di base hanno mandati revocabili e (seppur con margini di manovra relativamente elastici) definiti rispetto alle specifiche decisioni, e in cui il potere delegato alle istanze di coordinamento è sempre minore di quello che non viene delegato. Una democrazia in cui, per quanto concerne gli interessi di un comune o di diecimila abitanti, prevalgono le decisioni di quel comune e non quelle della provincia e ancor meno della regione, eccetera eccetera, federalmente andando.
Una democrazia diretta in cui le istanze "periferiche" (i quartieri d'una città, i comuni, le regioni) non sono articolazioni decentrate, ma in cui, semmai, l'istanza "centrale" è articolazione federale del potere di base. Durante le assemblee esiste il meccanismo della delega, ma deve avere due caratteristiche fondamentali: il delegato deve fare ciò che viene deciso dall'assemblea, non decidere in prima persona cosa fare e per garantire ciò, il suo operato deve essere trasparente; in caso di malafede o incapacità la delega deve essere revocabile in qualsiasi momento (la carica del delegato è comunque temporanea e si eleggono delegati a rotazione).
Con questo tipo di organizzazione pubblica non statuale, si ottiene, secondo gli anarchici, una democrazia libertaria (per usare un neologismo più o meno sinonimo di anarchia possibile, di anarchia praticabile) in cui nessun individuo o gruppo può esercitare potere su altri individui. Il potere non arriva dall'alto dando ordini unilaterali e restando isolato dalla base, ma deriva dal basso, dato che l'operato dei delegati è trasparente e la loro carica è revocabile in qualsiasi momento se agiscono contro la volontà della base.
Le piccole società e associazioni anarchiche si possono federare tra loro e queste federazioni possono a loro volta federarsi. I tre diritti sopra citati, quindi, sono applicabili ai gruppi oltre che agli individui. Gli anarchici, infatti, utilizzano senza esitare il termine federalismo (Camillo Berneri, Proudhon); dato che non esiste un organo di controllo centrale (come lo Stato), ogni organizzazione è decentralizzata (quindi locale); ciò vale per gli organismi economici come per quelli politici.
L'organizzazione anarchica, però, tende a ridurre la complessità di una società al minimo necessario.

## Accordo, non solo consenso e pensiero non-violento

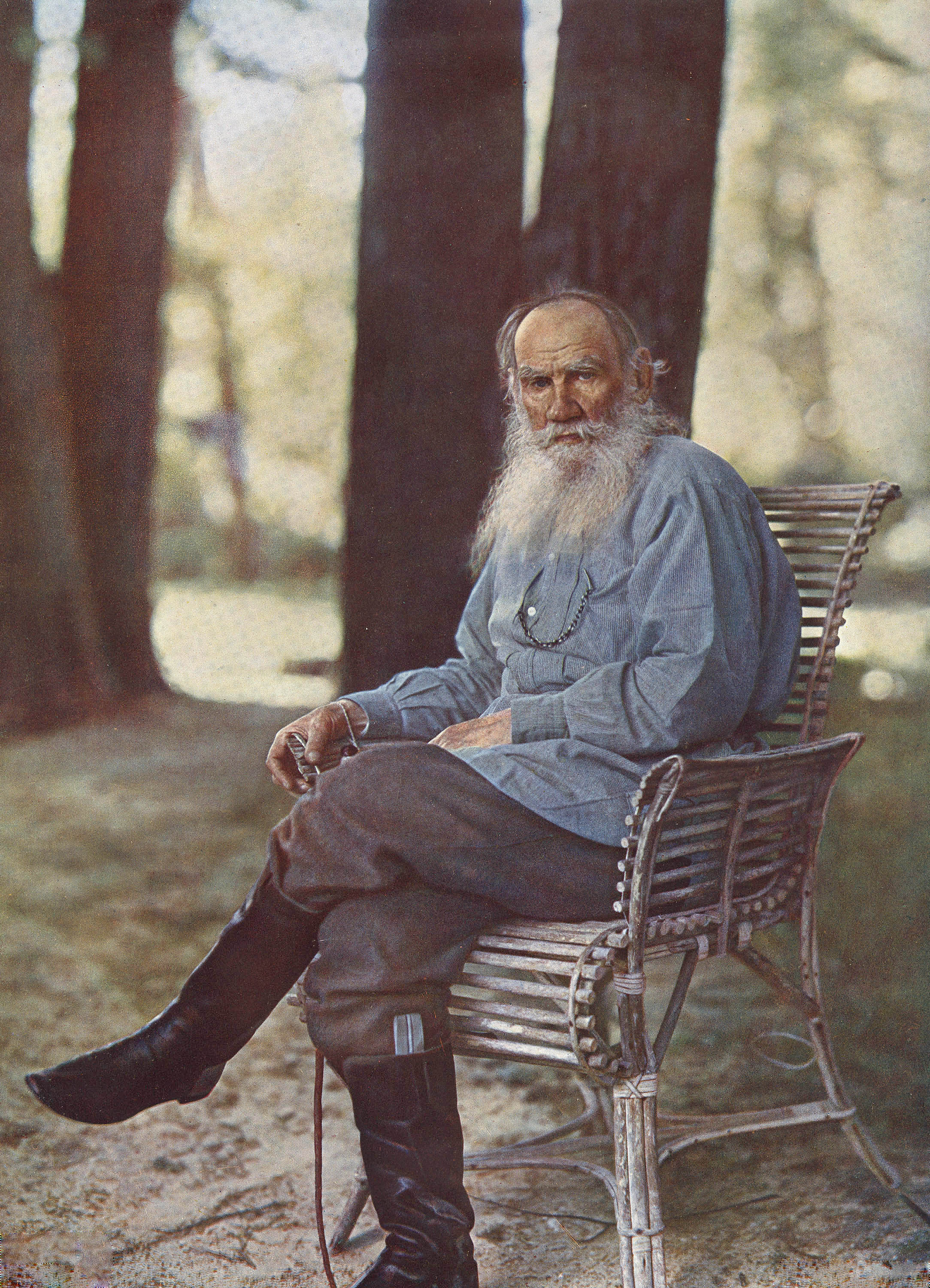
Lev Tolstoj, anarco-pacifista considerato il capostipite dell'anarchismo cristiano

Una società anarchica non è una società del consenso (più o meno estorto, più o meno indotto), ma una società continuamente rigenerata dall'accordo. Quando bisogna prendere decisioni in maniera anarchica si cerca una sintesi tra le varie posizioni discordanti (che sempre ci saranno) in modo da prendere decisioni che non prevarichino nessuno; se non si riesce in alcun modo a trovare una sintesi, si può votare a maggioranza, ma chi non è d'accordo può semplicemente unirsi ad un'altra assemblea o associazione in cui si agisce secondo il suo parere; se non vuole o non può lasciare l'assemblea o l'associazione con cui è in disaccordo, gli anarchici manterebbero comunque il massimo rispetto per la minoranza.
Secondo il pensiero anarchico solo la libertà può generare la libertà, solo la giustizia genera giustizia. Per ripristinare questi significati originari dell'etimo "senza principe", bisognerà modernamente distinguere Anarchia da anarchismo. Se Anarchia è il principio filosofico e il nome specifico della società voluta, anarchismo (oltre alla teoria politica) è la modalità storica in cui si è manifestato, includendo espressioni violente e di ricorso alla lotta armata. Se sono comprensibili le necessità storiche (e dunque la lotta armata risorgimentale) – oggi tuttavia non si può accettare l'uso della violenza. Un breve sillogismo renderà chiaro questo concetto. Un anarchico è una persona che non vuole padroni.
Una persona che non vuole padroni non ha nessun interesse ad essere il padrone di qualcuno. Per un anarchico essere il padrone di qualcuno è un'idea ripugnante. Quindi l'anarchico non può avere nessun interesse a convincere qualcuno con la forza. Tanto meno mediante l'uso delle armi.
Insomma, la violenza spesso è talmente distruttiva da impedire l'esercizio di una leale reciprocità paritaria tra individui in disaccordo tra loro, perciò diventa unilateralistica come tutte le Autorità molto autoritarie e perciò poco autorevoli, la violenza è sempre distruzione di libertà, la violenza è sempre espressione di autoritarismo, anche se eseguito da oppressi, i quali così o diventano nuovi oppressori, o alimentano in modi schiaccianti la propaganda vittimistica a favore dei vecchi oppressori.
Malgrado questa evidenza, spesso il potere ha attribuito agli anarchici atti di terrorismo, soprattutto attraverso la tecnica delle infiltrazioni. La dinamica è questa: si paga qualcuno perché si inserisca dentro un contesto di protesta. Questo qualcuno pagato svolgerà un'azione violenta, così da generare riprovazione della opinione pubblica verso quel movimento di protesta. Il potere paga qualcuno che si finge anarchico per svolgere un'azione terroristica che è funzionale all'inasprimento del potere. Si incastra l'anarchico, così il potere trova il capro espiatorio.
Per contro, la nobilità dell'idea anarchica associata alla non-violenza è rintracciabile nell'idea di Gandhi che, di fronte al Congresso Indiano, chiaramente affermò: “Io stesso sono un anarchico, ma di altro tipo” (cfr. Yogesh Chanda, Gandhi, il rivoluzionario disarmato, cap. XXII – Milano 1998). Dicendo “di un altro tipo”, Gandhi si riferiva alla sua idea di ahimsa (non-violenza) e precisamente al ripudio dell'uso della forza e all'esclusiva consapevolezza della coscienza nell'affermare, individualmente e collettivamente, un sistema sociale fondato non sul caso ma sulle cause dell'agire, e cioè sulla responsabilità. L'altro principio gandhiano di "nonviolenza" (quella senza il trattino), il "satyagraha" (satya = verità, agraha = forza, saldezza) è quello che va oltre la semplice assenza di violenza, e pur mantenendo un sincero affetto umano anche per il peggiore criminale e tiranno, riesce a dimostrare chiaramente, scandalosamente e pubblicamente le falsità del Potere che viola sempre le proprie leggi, sconfiggendolo politicamente, ma anche culturalmente.

## Cospirazioni e attentati

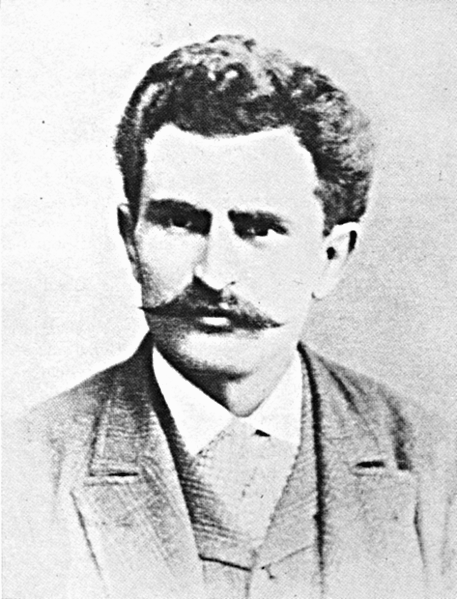
Errico Malatesta considerava inutili gli attentati individuali, anche se non si opponeva per principio all'uso della violenza rivoluzionaria

Alcuni movimenti o individui anarchici, nel corso della storia, si sono resi protagonisti di manifestazioni violente nonché di attentati.
- Giovanni Passannante, il 17 novembre 1878, fallì un attentato alla vita di Umberto I di Savoia. Ferì il primo ministro Benedetto Cairoli. Condannato a morte, la pena gli fu commutata in un durissimo ergastolo che lo rese insano di mente.
- Ravachol (soprannome con cui era conosciuto François Koenigstein), nel 1892, fece alcuni attentati a Clichy (Francia) e fu giustiziato.
- Auguste Vaillant, il 9 dicembre 1893, fece un attentato alla Camera dei deputati francese e fu giustiziato.
- Émile Henry, il 12 febbraio 1894, per vendicare Vaillant gettò una bomba al Cafè Terminus, alla Gare St. Lazare, causando un morto e venti feriti e fu giustiziato.
- Sante Caserio, il 24 giugno 1894, uccise il presidente della Repubblica Francese, Marie-François Sadi Carnot, e fu giustiziato.
- Pietro Acciarito, il 22 aprile 1897, tentò di uccidere il re Umberto I di Savoia, ad una corsa ippica sull'Appia, presso Roma, l'attentato fallì, l'attentatore fu condannato all'ergastolo.
- Michele Angiolillo, l'8 agosto 1897, uccise il presidente del consiglio spagnolo Antonio Cánovas del Castillo, nella stazione termale di Sant'Aguida; fu giustiziato il 20 agosto dello stesso anno.
- Luigi Lucheni, il 10 settembre 1898, uccise, a Ginevra, l'imperatrice d'Austria Elisabetta di Baviera, e fu condannato all'ergastolo.
- Gaetano Bresci costituisce esempio storico su tutti: il 29 luglio 1900 a Monza attuò il regicidio di Umberto I di Savoia; egli dichiarò di aver ucciso per vendicare le centinaia di morti innocenti massacrati su ordine del re dal generale Bava Beccaris del regio esercito a Milano il 7 maggio 1898; condannato all'ergastolo; venne trovato morto "suicida" in circostanze assai dubbie.

- Leon Czolgosz, il 6 settembre del 1901, colpì il presidente degli Stati Uniti d'America William McKinley, che morì il 14 settembre per le ferite riportate. Czolgosz fu giustiziato mediante sedia elettrica.
- Gino Lucetti, L'11 settembre 1926 attentò alla vita di Mussolini a Porta Pia in Roma.
- Anteo Zamboni, il 31 ottobre del 1926 tentò di uccidere Mussolini a Bologna. Morì dopo un linciaggio da parte degli squadristi fascisti.

Altri anarchici, famosi o non famosi, condannarono tali atti senza mezzi termini, sia perché spesso coinvolgevano anche degli innocenti, sia perché erano considerati uno spreco di forze sottratte alla rivoluzione sociale. Il meno compreso da entrambe le fazioni fu forse Errico Malatesta. Egli sosteneva la necessità di azioni organizzate e giudicava sostanzialmente inutili gli attentati individuali; ma rifiutava la condanna di uomini guidati da una rabbia e un senso d'impotenza comprensibili arrivando a dire che forse, un giorno, sarebbero stati celebrati come già allora si celebravano come eroi personaggi della storia talvolta crudeli. E infatti molti anarchici, libertari, liberi pensatori, celebrano oggi atti come quello di Bresci.

## Tematiche
Seguono alcune tematiche per natura anarchiche, oppure care agli anarchici per vari motivi.

### Antielettoralismo
Gli anarchici sono contrari alle elezioni. In una società anarchica le elezioni non possono esistere, perché non può esservi il concetto di rappresentatività. Gli anarchici non ammettono una delega che non sia revocabile in qualsiasi momento o che dia un mandato decisionale a chiunque. Anche i referendum si scontrano con l'anarchismo: gli anarchici non ammettono un governo della maggioranza, perché le decisioni devono essere condivise da tutti.
Ciò non toglie che alcuni anarchici, per varie riflessioni personali, a volte si rechino alle urne. Generalmente questo accade in casi ritenuti particolarmente importanti. Un esempio estremo è quello della CNT, che andò a votare nelle elezioni spagnole del 1936 per il Frente Popular, contribuendone alla vittoria; lo fecero perché questo partito aveva promesso (e mantenne) la liberazione dei detenuti politici. Vi sono poi posizioni individuali di famosi anarchici che non si sono opposti completamente alle elezioni e talvolta vi hanno partecipato: Camillo Berneri (senza aderire al parlamentarismo come farà ad esempio Andrea Costa) si opponeva alle elezioni nazionali ma non a quelle locali, criticando il "dogma astensionista", in nome dell'antidogmatismo; Michel Onfray ha affermato l'utilità del voto come mezzo di contrasto alle forze conservatrici, reazionarie e moderate, votando quasi sempre alle elezioni politiche e presidenziali, pur non credendo nel parlamentarismo; Fabrizio De André votò alle elezioni locali in Sardegna, per sostenere un amico che giudicava "persona capace" ed onesta; e molti altri casi.

### Internazionalismo

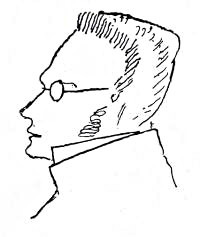
L'individualista tedesco Max Stirner

Gli anarchici non riconoscono gli stati, perciò non possono riconoscere alcuna frontiera. Inoltre considerano tutti gli uomini (indipendentemente dal loro sesso, razza, lingua e cultura) non soltanto pari, ma anche fraterni. Sono per una solidarietà che non può essere delimitata da una linea geografica. Anche gli individualisti, che pensano talvolta che i rapporti umani debbano essere guidati dall'egoismo, pensano che l'individuo debba potersi muovere e rapportare liberamente e, sebbene sia separato da tutti gli altri da una linea naturale, non può fermarsi di fronte a una frontiera istituzionale.
Non essendoci forme di governo vi è l'abolizione della proprietà privata (intesa come mezzo di produzione). Di conseguenza, gli anarchici si oppongono allo stato di abbandono di interi stabili, nelle città e nelle campagne, dovuto al fatto che i proprietari se ne disinteressano e nessun altro ha il diritto legale di accedervi. L'occupazione di edifici in disuso mira a creare spazi sociali o abitativi partendo dal degrado creato dall'attuale organizzazione sociale. Per gli anarchici, a differenza di chi si riconosce in altre ideologie, serve in ogni caso a creare spazi autogestiti, che si collochino fuori dall'autorità statale. Essi hanno il valore di sperimentazione di società alternative, costruite dal basso, che si fondino sui valori di autogestione e solidarietà.
Talvolta, l'occupazione non è possibile per un gruppo e per questi motivi si ricorre ad accordi con l'ente a cui appartiene lo stabile; questa soluzione è però una sorta di "ultima spiaggia" e viene scelta solo dai gruppi più "moderati".
È importante ricordare la posizione dell'individualista Max Stirner. Egli, in realtà, esaltava la proprietà privata come parte del processo d'emancipazione dell'individuo da qualsiasi oppressione, sia essa di origine giuridica, religiosa o, come questo caso, derivante dai propri pari o dallo Stato, che nella connotazione socialista si appropriava della proprietà degli individui, ridistribuendola in parti uguali e generando un'oppressione su colui alla quale era stata tolta.

### Antimilitarismo
Gli anarchici sono contrari a qualsiasi forma di autorità priva di legittimità e riconoscimento, tanto più se violenta e gerarchica: pertanto non possono che odiare gli eserciti, considerati il braccio armato degli Stati. Simone Weil scrisse che il soldato è il più sfruttato fra tutti i lavoratori, perché gli si chiede di sacrificare la propria vita. Quando il servizio militare di leva era obbligatorio, gli anarchici in linea di principio erano per l'obiezione totale, che in effetti in molti praticarono, scontando le pene nelle carceri militari.

### Autogestione
Gli anarchici supportano l'autogestione dei lavoratori e prendono le decisioni comuni in maniera assembleare. Nelle assemblee anarchiche si mira a raggiungere l'unanimità su ogni decisione (sebbene in alcune circostanze delicate ed urgenti anche gli anarchici abbiano talvolta votato a maggioranza). Ogni individuo ha diritto di voto, ma le dinamiche che naturalmente ed inevitabilmente si creano in un gruppo libertario portano ognuno a utilizzare questo diritto solo quando è necessario. Unanimità non significa essere tutti completamente d'accordo su qualcosa, ma trovare una sintesi tra le varie posizioni che non prevarichi nessuno. La maggioranza non ha dunque alcun potere sulle minoranze. È inoltre fondamentale l'orizzontalità del gruppo, cioè l'assenza di gerarchie.
L'assemblea racchiude in sé tutto il potere decisionale e non dipende da alcuna entità esterna. Rifiuta dipendenze anche di tipo politico o economico da sovrastrutture come il comune, la regione o lo stato; ma nemmeno una federazione anarchica ha alcun potere sulle assemblee che ne fanno parte.
Ogni individuo che compone l'assemblea libertaria non può però considerarsi incatenato ad essa. Qualora, per qualsiasi ragione, un percorso comune non sia possibile o desiderabile, l'individuo ha il diritto di uscire dal gruppo e l'assemblea ha il diritto di espellerlo. Qualora un individuo esterno voglia unirsi al gruppo, deve poterlo fare, previo consenso di tutti i membri.
L'assemblea si dà le sue regole interne; si tratta naturalmente di regole condivise, non scritte, mutabili nel tempo a seconda delle volontà degli individui coinvolti.

### Contrarietà alle diverse forme di discriminazione

#### Antirazzismo
Gli anarchici, essendo contrari all'idea di uno Stato regolatore, sono contrari all'oppressione: alcune scuole di anarchia vedono nel razzismo una forma di discriminazione da ostacolare, specie se le idee discriminatorie sono generate da un organismo centrale, come nel caso del colonialismo.

#### Antisessismo
Il sessismo è per gli anarchici una gravissima forma di discriminazione. Essendo il sessismo radicato profondamente nelle nostre culture, gli anarchici non si considerano immuni ad esso, ma ne analizzano le dinamiche e tentano di annullarle nel quotidiano.
Fu anarchica la militante antisessista "ante litteram" Emma Goldman, che è tutt'oggi la più citata in questo campo. Si distinse infatti per la profondità delle sue analisi, mai ipocrite e per lo più ancora attuali, e per le lotte di cui fu pioniera: ad esempio gli anticoncezionali, la difesa della prostituzione quando non è sfruttata, o la sua indifferenza alla questione del voto alle donne (sommare un errore a un altro errore, diceva, non produce qualcosa di giusto).

#### Antispecismo
Molti anarchici estendono il rifiuto verso l'oppressione e la discriminazione anche nei confronti delle specie non umane (antispecismo), considerate a tutti gli effetti come gruppi di individui, ai quali si riconosce il diritto alla vita e alla libertà al pari di qualunque essere umano. Ne consegue quindi la pratica del veganismo o del vegetarianismo e l'attivismo per la liberazione animale.
Erano infatti vegetariani e vegani gli anarchici Lev Tolstoj, Élisée Reclus, Raymond Callemin, Barry Horne e altri.